# Contea di DeSoto (Mississippi)
La contea di DeSoto (in inglese DeSoto County) è una contea dello Stato USA del Mississippi. Il nome le è stato dato in onore dell'esploratore spagnolo Hernando de Soto, a cui è intitolato anche il capoluogo Hernando. Al censimento del 2000 la popolazione era di 107 199 abitanti.

## Geografia fisica
L'U.S. Census Bureau certifica che l'estensione della contea è di 1287 km², di cui 1238 km² composti da terra e i rimanenti 49 km² di acqua. È attraversata dal fiume Mississippi.
È parte dell'area metropolitana di Memphis

## Contee confinanti
- Contea di Shelby, Tennessee - nord
- Contea di Crittenden, Arkansas - ovest
- Contea di Tunica, Mississippi - sud-ovest
- Contea di Tate, Mississippi - sud
- Contea di Marshall, Mississippi - est